# Amoklauf in Boulder 2021
Beim Amoklauf in Boulder am 22. März 2021 handelte es sich um einen Angriff mit Schusswaffen auf Besucher eines Supermarktes in Boulder, Colorado. Bei dem Ereignis wurden zehn Menschen ermordet.

## Verlauf
Ab 14:30 Uhr eröffnete der Angreifer das Feuer auf dem Parkplatz und dann in dem Lebensmittelmarkt King Soopers, der einige Kilometer südlich des Campus der University of Colorado Boulder liegt. Nach Meldungen von Schüssen und einer verdächtigen Person umstellte die Polizei das Gebäude und rief den Täter auf, sich zu ergeben. Unter den zehn Todesopfern war der Polizist Eric Talley, der als Erster am Tatort eingetroffen war. Nach einer Stunde nahmen Sicherheitskräfte den Verdächtigen, der sich bis auf die Unterhose entkleidet und seiner Waffen entledigt hatte und bei dem Schusswechsel am rechten Oberschenkel verletzt worden war, fest und brachten ihn in ein Krankenhaus. Laut Polizei schoss der Täter mit einem AR-15-ähnlichen, als Pistole klassifizierten Sturmgewehr auf die Menschen. Er wurde nach dortiger Wundversorgung in das Gefängnis von Boulder gebracht, dann aber aus Sicherheitsgründen in ein anderes County verlegt. Seine Identität wurde am 23. März 2021 bekannt gegeben.

## Opfer
Die wahllos getöteten Menschen waren zwischen 20 und 65 Jahre alt. Unter den Opfern waren neben dem Polizisten Kunden und Angestellte des Supermarkts.

## Täter
Dem festgenommenen Verdächtigen, dem 21-jährigen Ahmad Al Aliwi Al-Issa, wird Mord in zehn Fällen vorgeworfen; das Motiv ist noch unklar. Er hatte am 16. März 2021 eine Ruger AR-556 gekauft. Er war im Alter von drei Jahren, im Jahr 2002, zusammen mit seiner Familie von Syrien in die Vereinigten Staaten eingereist. Seit 2014 lebt die Familie in Arvada. Im Jahre 2018 war Ahmad Al Aliwi Al-Issa für einen Angriff auf einen Mitschüler zu 48 Sozialstunden und einer Bewährungsstrafe (probation) von einem Jahr verurteilt worden.

## Reaktionen
Mit dem Amoklauf in Atlanta war der Vorfall in Boulder der zweite Amoklauf innerhalb einer Woche. Während das Ereignis in Atlanta Diskussionen über Rassismus gegenüber asiatischen Amerikanern ausgelöst hatte, führte der Massenmord in Boulder zu Forderungen nach schärferen Waffengesetzen. Diese hatte der neue US-Präsident Joe Biden im Wahlkampf der Präsidentschaftswahl 2020 versprochen, war aber in dieser Hinsicht noch nicht tätig geworden. Die Vorsitzende des US-Repräsentantenhauses Nancy Pelosi mahnte, dass endlich gehandelt werden müsse, „um zu verhindern, dass diese Geißel unsere Gemeinden weiterhin verwüstet“. Der frühere US-Präsident Barack Obama äußerte sich erschüttert und forderte schärfere Waffengesetze. Sie seien lange überfällig. Der „Widerstand feiger Politiker“ und die Widerstände der Waffenlobby müssten überwunden werden. Alec Garnett, demokratischer Sprecher des Repräsentantenhauses von Colorado twitterte:

“My heart breaks for my hometown. Weeks ago as we debated a common-sense gun safety measure in the House, #COLeg was locked down because of a shooting. Today on the eve of another gun safety debate, a tragedy unfolds in Boulder. We can’t give in to the violent status quo.”

„Es bricht mir das Herz ob meiner Heimatstadt. Vor Wochen, als wir über eine vernünftige Waffensicherheitsmaßnahme im Repräsentantenhaus debattierten, wurde #COLeg wegen einer Schießerei gesperrt. Heute, am Vorabend einer weiteren Waffensicherheitsdebatte, ereignet sich in Boulder eine Tragödie. Wir können den gewalttätigen Status quo nicht akzeptieren.“

Der zuständige Bezirksstaatsanwalt Michael Doherty äußerte, das Ereignis sei „eine Tragödie und ein Albtraum“. Jared Polis, der demokratische Gouverneur von Colorado, sprach von einem „entsetzlichen Ereignis“.
Jen Psaki, Pressesprecherin des Weißen Hauses, twitterte, dass Präsident Biden informiert wurde und auf dem Laufenden gehalten werde. In einer Rede sprach Biden den Angehörigen der Opfer sein Beileid aus, lobte den Mut der Polizisten, insbesondere von Talley, und forderte vom Senat die Verabschiedung schärferer Schusswaffengesetze, die vom Repräsentantenhaus schon verabschiedet wurden, und einen Verbot von kriegsähnlichen Waffen wie Sturmgewehren. Man könne damit Leben retten; es sollte kein parteipolitisches Problem sein. Er ordnete an, US-Flaggen bis zum Samstag, dem 27. März, auf halbmast zu setzen.